# Бородін Олексій Артемович
Олексій Артемович Бородін (*11 лютого 1908, с. Піски Козельщинського повіту, тепер Полтавської області — †19 травня 1995, Київ) — український радянський історик, доктор історичних наук, професор, декан історичного факультету Київського державного університету ім. Т. Г. Шевченка (1948—1952 рр.).

## Біографія
Народився в селянській родині. Працював наймитом, чабаном.
Закінчив лікнеп. Був секретарем комсомольського осередку села Пісок Козельщинського району Полтавської області. У 1928—1930 рр. — голова кооперативу в с. Пісках, у 1930 р. — голова райкомнезаму.
Проходив службу в Червоній Армії.
Навчався в Комуністичному університеті імені Артема (Харків) (1933—1936), аспірантурі Інституту червоної професури при ВУЦВК (1936—1937). Закінчив історичний факультет Іркутського педагогічного інституту (1944), аспірантуру Академії суспільних наук при ЦК ВКП(б) (Москва) (1949).
З 1937—1938 рр. — завідувач сектору культури Управління справами Ради Народних Комісарів УРСР.
У червні 1938 р. заарештований органами НКВС, але 21 вересня 1940 р. звільнений через відсутність складу злочину.
У 1940—1941 рр. викладав історію на курсах керівних працівників при Київському союзі кооператорів.
У 1941—1942 рр. — завідувач кафедри марксизму-ленінізму Куп'янського педагогічного інституту.
1942—1944 рр. — директор Тулунського педагогічного інституту (Іркутська область).
У Київському державному університеті ім. Т. Г. Шевченка: 1948—1950 старший викладач, 1950—1956 доцент кафедри марксизму-ленінізму, 1948—1952 декан історичного факультету, 1956—1968 завідувач кафедри історії КПРС, 1968—1979 завідувач кафедри історії КПРС гуманітарних факультетів, 1983—1986 і 1988 професор кафедри історії КПРС історичного факультету. Читав курси «Основи марксизму-ленінізму», «Історія КПРС» та спецкурси з історії партії.
Працював радником з питань вищої школи в Пекінському університеті, читав лекції у вишах КНДР, Польщі, Югославії, Чехословаччини.
Виняткову увагу приділяв вихованню викладацьких кадрів. Під його науковим керівництвом підготовлено понад 60 докторів та кандидатів історичних наук.

## Наукові інтереси
Сфера наукових інтересів: історія КПРС, керівна роль партії в умовах побудови соціалізму.
Кандидатська дисертація «Боротьба партії за втілення в життя рішень VIII партійної конференції про Україну» (1948), докторська дисертація «Коммунистическая партия Украины — боевой отряд КПСС в борьбе за осуществление ее политики (1917—1945 гг.)» (1967).

## Основні праці
- КПСС в борьбе за восстановление и дальнейшее развитие народного хозяйства СССР в послевоенный период. К., 1954.
- Всесвітньоісторичне значення Великої Жовтневої соціалістичної революції. К., 1957.
- Боротьба КП України проти троцькізму, за єдність рядів партії (1918—1927 рр.). К., 1968 (у співавт.).
- Образование СССР — торжество ленинской национальной политики. К., 1972.

Керівник авторського колективу «Курсу лекцій з історії КПРС: У 2-х ч.» (К., 1970).
Відповідальний редактор збірника «Наукові праці з історії КПРС».

## Нагороди
- Орден Трудового Червоного Прапора;
- Орден Жовтневої Революції;
- медалі.
- Заслужений діяч науки УРСР.